# Dawda Jawara
Sir Dawda Kairaba Jawara, né le 16 mai 1924 à Barajally (colonie et protectorat de Gambie) et mort le 27 août 2019 à Fajara, dans la commune de Bakau (Gambie), est un homme d'État gambien, membre du Parti populaire progressiste (en).
Il a été le premier Premier ministre de Gambie (1962-1970) puis le premier président de la République (1970-1994).

## Biographie

### Jeunesse et études
Dawda Jawara est né le 28 avril 1924 dans une famille mandingue musulmane à Barajally dans le centre du pays où son père tient un commerce. Il étudie au Ghana puis en Grande-Bretagne à Glasgow.
C'est en Écosse, pendant ses études, qu'il commence à s'intéresser à la politique, en côtoyant le mouvement des jeunes du parti travailliste britannique, ainsi que de futurs responsables politiques d'État du Commonwealth, comme Cheddi Jagan. Il termine ses études en 1953. Revenu en Gambie, il y est vétérinaire. Il se convertit au christianisme pour épouser en février 1955 Augusta Mahoney, dont le père est un homme politique important, d'origine aku et de religion chrétienne,.

### Ministre de l'Éducation
Il entre en politique en 1960, en devenant le dirigeant du membre du Parti populaire progressiste (en) (PPP), et ministre de l'Éducation au sein du gouvernement autonome gambien, sous la tutelle de la Couronne britannique.

### Premier ministre
En 1962, il devient chef de ce gouvernement autonome gambien. En février 1965, la Gambie devient indépendante, dernière colonie britannique à acquérir cette indépendance. En 1965, il divorce également de sa première épouse, se reconvertit à l'Islam et se remarie, en 1967, avec la fille de Momodu Musa N'Jie, d'origine peul, un des principaux bailleurs de fonds d'un autre parti gambien, l'United Party (en).
En juin 1965, le Parlement adopte une motion visant à transformer le pays en république un an après l'indépendance (comme l'ont fait d'autres pays africains membres du Commonwealth des Nations, tels que le Kenya et l'Ouganda). Cette décision de Jawara entraîne la rupture de la coalition entre le PPP et le Parti unifié, qui dirigeait le pays depuis l'indépendance. Le sujet est soumis à un référendum entre le 18 et le 26 novembre 1965, avec un résultat de 61 568 voix contre et 31 921 voix pour, et la Gambie reste une monarchie dans les premières années de son indépendance.
En 1969, le comité exécutif du PPP présente de nouveau au Parlement un projet de Constitution républicaine. Le projet est approuvé par le Parlement (88 voix pour et 8 contre) et soumis à un référendum en avril 1970. Le résultat est de 84 068 voix pour et 35 683 contre. La république est officiellement proclamée quelques jours plus tard, le 24 avril 1970. Dawda Jawara, devenu président de la République de Gambie, remplace Élisabeth II comme chef d'État tandis que le poste de Premier ministre est supprimé, faisant passer le pays d'un régime parlementaire à un régime présidentiel. La Gambie reste membre du Commonwealth des Nations en tant que république du Commonwealth.

### Président de la République
Le manque de ressources économiques et la taille réduite du pays rendent l'avenir de cette nouvelle nation incertain, d'autant que le voisin sénégalais pousse à la fusion, non souhaitée par la population. Dawda Jawara trouve un accord avec Léopold Sédar Senghor, pour une coexistence des deux pays, et, en 1970, proclame la République dont il devient le premier président. Il est ensuite réélu tous les cinq ans, de façon démocratique et avec une majorité nette, par l'Assemblée nationale jusqu'en 1982, puis au suffrage universel après la réforme constitutionnelle de 1982,. En 1981, une tentative de coup d’État tente de renverser ce régime démocratique, mais échoue : la démocratie est sauvée grâce à l'intervention de troupes sénégalaises. À la suite de cet épisode, les présidents sénégalais et gambien, Abdou Diouf et Dawda Jawara, mettent en place une confédération sénégambienne, qui est dissoute en 1989 à la suite de divergences. Le 22 juillet 1994, un nouveau coup d'État militaire, mené par Yahya Jammeh, réussit et renverse le régime démocratique présidé par Dawda Jawara. Celui-ci embarque avec sa famille et ses proches sur un navire de guerre américain, en escale technique à Banjul, pour ensuite s'installer à Dakar.

### Retour en grâce et mort
Dawda Jawara sera amnistié par son successeur en 2010, et ce dernier n'épargnera rien pour fêter le retour du père de la nation le 31 décembre 2010. Et pour l'assurer qu'il est et sera toujours chez lui, Yahya Jammeh lui donnera la main de sa mère Aja Asombie Bojang, que certains qualifient de « mariage forcé », attribuant à Jammeh le désir de tuer la démocratie. Jammeh quitte le pouvoir en 2017 et celle-ci meurt le 28 juillet 2018 en Guinée équatoriale.
Il meurt le 27 août 2019 à l’âge de 95 ans.